# Adolfo Venturi (storico dell'arte)
Adolfo Venturi (Modena, 4 settembre 1856 – Santa Margherita Ligure, 10 giugno 1941) è stato uno storico dell'arte italiano.
Può essere considerato il fondatore della disciplina storico-artistica a livello universitario in Italia.

## Biografia e opere
Fu il terzogenito, dopo Giuseppe e Amilcare, di Gaetano Venturi (1820-1892), decoratore e stuccatore, e di Maria Barbieri (1828-1902).
Dal 1872 cominciò a frequentare i corsi di decorazione all'Accademia Atestina di Belle Arti della sua città. Nello stesso anno ricevette un premio e, in seguito, si decise di dare alla scuola il suo nome.
Tra il 1875 e il 1877 Venturi conseguì i diplomi di perito commerciale e di ragioneria e l'anno successivo ottenne l’abilitazione all’insegnamento della contabilità. Continuò altresì a frequentare gli ambienti culturali modenesi, conoscendo quindi il Marchese Giuseppe Campori (1821-1887) – dal 1874 presidente della Regia Deputazione di storia patria - il quale divenne suo sostenitore e mentore; a Firenze, dove soggiornò più volte negli anni Settanta, Venturi poté ampliare la propria formazione e conoscere altri interlocutori, tra i quali Pasquale Villari, docente all’Istituto di studi superiori nonché futuro ministro dell’Istruzione dal 1892 al 1893.
L’esordio di Venturi avvenne nel 1878, con un’agile pubblicazione (Le belle arti a Modena: osservazioni critiche, s.l.); grazie a questa vinse il concorso per Ispettore della Galleria dell'Istituto di Belle Arti di Modena.
Nella burocrazia post-unitaria delle Belle Arti, Venturi cominciò subito ad operare secondo un metodo derivato direttamente dai principi positivisti, ponendo alla base del suo lavoro lo stretto collegamento tra la storia e la valutazione del fatto artistico.
Sia a Modena - dove riorganizzò la Galleria Estense - che a Roma, Venturi si prefisse lo scopo di rilanciare l'idea di un'Italia come madre delle espressioni artistiche.
Nel 1888 Venturi fu nominato Ispettore presso la direzione generale dei Musei e delle Gallerie del Ministero dell’Istruzione a Roma; in questo ruolo poté distinguersi per il suo rigoroso metodo scientifico, all’interno di una amministrazione statale delle belle arti ancora in fase di consolidamento. L'articolo di Venturi “Per la storia dell’arte italiana” (in Rivista storica italiana, IV (1887), 2, pp. 229-250) precedette il suo arrivo a Roma e presentò le caratteristiche della nuova classe di funzionari delle belle arti che in futuro avrebbero dovuto avviare importanti azioni tra cui la creazione di un catalogo del patrimonio artistico nazionale, l’attuazione di opere di restauro e l’istituzione di un organo di informazione periodica sull’arte. Venturi stesso in quanto funzionario portò avanti la stesura del catalogo delle opere d’arte nazionali, già impostato negli anni postunitari.
Nella sua relazione al IV Congresso storico italiano di Firenze del 1889 (In qual modo le Deputazioni e Società di storia patria possano venire in aiuto al R. Governo nella compilazione del Catalogo generale dei monumenti e degli oggetti d’arte del Regno, in Archivio storico italiano, s. 5, 1890, vol. 6, pp. 84-92) Venturi espose la propria nuova metodologia – ricevendo dei riscontri positivi - e propose l’istituzione di cattedre di storia dell’arte nelle università d’Italia. Ottenne nello stesso anno la libera docenza di storia dell’arte alla Sapienza di Roma, e nel 1896 gli fu assegnato per decreto il medesimo insegnamento; il corso iniziò nell’anno accademico 1897-98.
Nel 1891 Venturi fu nominato Vicedirettore di terza classe dei Musei e Gallerie del Regno e Direttore nell’amministrazione provinciale dell’Arte antica, esercitando un ruolo rilevante nell’assegnazione delle direzioni dei neonati uffici regionali per la Conservazione dei monumenti e di alcuni importanti musei (come nei casi di Giulio Cantalamessa alla Galleria Estense di Modena e di Corrado Ricci alla Galleria nazionale di Parma). Nel 1898 venne nominato Direttore della Galleria nazionale di arte antica presso Palazzo Corsini.
Dopo l’istituzione della cattedra di storia dell’Arte a Roma e l’assegnazione di questa a Venturi, nel 1901, egli dovette rinunciare ad ogni incarico ministeriale. Nello stesso anno venne creata, come continuazione del percorso universitario delle belle arti, la Scuola di perfezionamento per gli studi di storia dell’arte medievale e moderna; molti allievi di Venturi presso l’istituto furono successivamente assegnati alle cattedre di storia dell’arte istituite in varie città d’Italia (come Pietro Toesca a Torino e Paolo D’Ancona a Milano) o alle direzioni dei musei nazionali e delle soprintendenze appena istituite (come Federico Hermanin alla Galleria nazionale d’arte antica di Roma ed Ettore Modigliani alla Pinacoteca di Brera).
A Venturi, il quale nella sua carriera si dedicò alla fondazione di una storia dell’arte nazionale, sono attribuite due ulteriori iniziative: il Congresso internazionale di storia dell’arte di Roma nel 1912 e l’introduzione dell’insegnamento della storia dell’arte nei licei, con la Riforma Gentile del 1923. L’importanza della sua figura è testimoniata da una vastissima bibliografia. 
Il metodo di Adolfo Venturi germinava dall'evoluzione stilistica studiata da Giovanni Battista Cavalcaselle, suo superiore presso il Ministero dell'Istruzione, e dal metodo di analisi particolaristica che Giovanni Morelli utilizzava nelle attribuzioni.
Dal 1888 Venturi diresse con Domenico Gnoli l'Archivio Storico dell'Arte e per un decennio la rivista diventò un vero e proprio centro di ricerca; ispirandosi ai grandi periodici stranieri, chiuse i battenti nel 1898 e fu sostituito da L'Arte, fondata e diretta unicamente da Venturi e che ha proseguito le pubblicazioni sino al 1970 circa. Venturi chiamò a sostenere il suo progetto molti collaboratori stranieri e italiani. 
La prima importante opera di Venturi fu La R. Galleria Estense in Modena (1883),  volume che si trovò ad utilizzare ai massimi termini i lati positivi della tradizione che aveva visto in Ludovico Antonio Muratori il fondatore della moderna storiografia su basi scientifiche e documentarie.
Trasferito a Roma, Venturi fondò nel 1894 un'altra rivista di settore: Gallerie nazionali italiane.

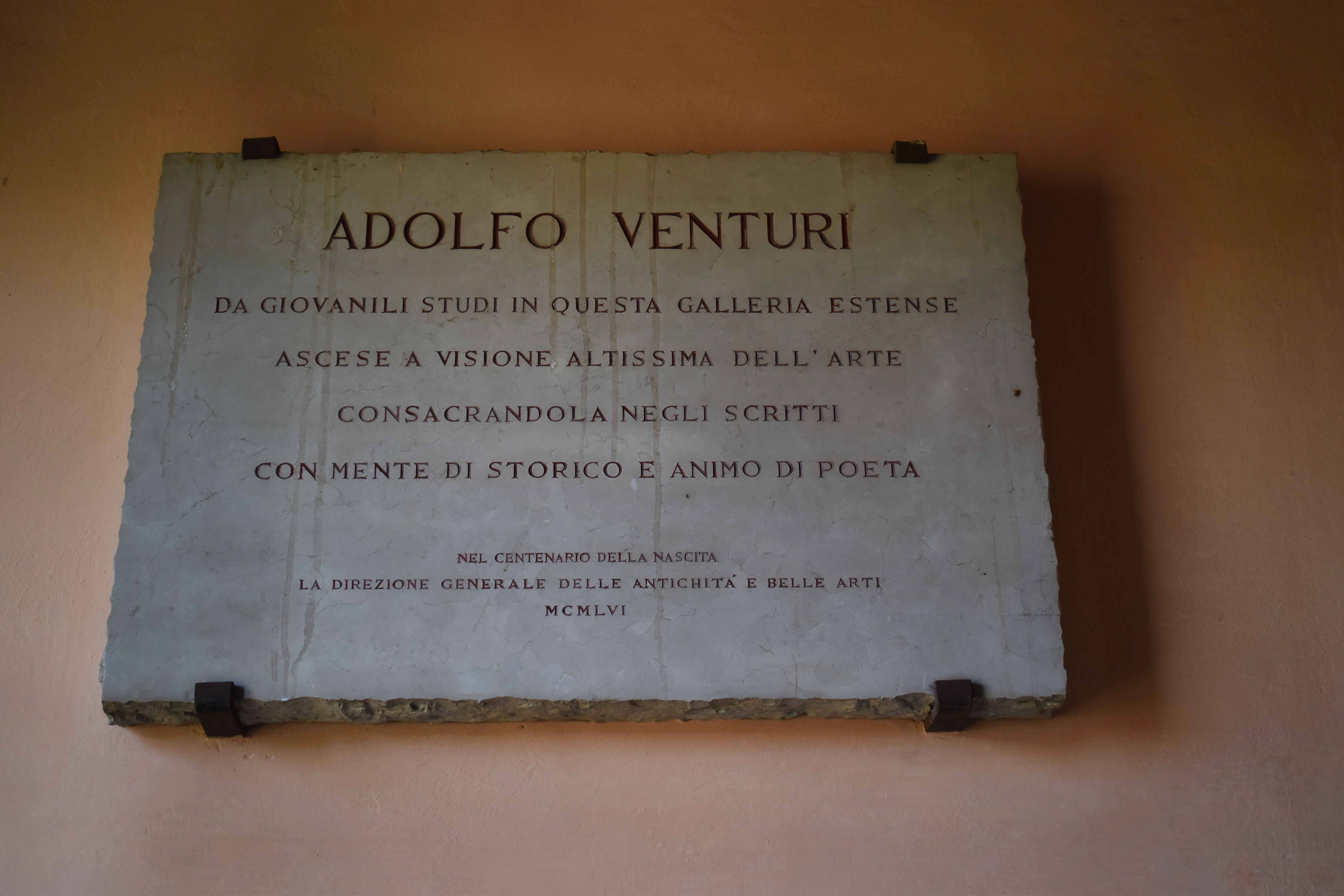
Lapide commemorativa presso la Galleria Estense di Modena

Nel 1924 fu nominato Senatore del Regno e il primo gennaio 1925 entrò nel Partito nazionale fascista.
Nel 1901 Venturi diede avvio al suo capolavoro, la Storia dell'arte italiana (1901-1940, in 11 volumi), vero e proprio manuale di storia dell'arte, primo in Italia e mai più eguagliato per estensione e corposità anche di immagini (oltre 18 000 fotografie), nonostante copra un periodo di tempo “limitato” tra il paleocristiano e il Cinquecento. 
Adolfo Venturi morì nel 1941 all’Hotel Imperiale di Santa Margherita Ligure; i funerali furono tenuti in S. Maria degli Angeli a Roma.
Vita Privata
Adolfo Venturi si sposò nel 1880 con Giovanna Zanni (1855-1940) e, in seconde nozze, con la ex allieva e segretaria Maria Perotti (1884-1973). Dal primo matrimonio nacquero i figli Aldo e Lionello.
Dopo la morte
Nel 1942 il figlio Lionello Venturi donò la biblioteca del padre all’Istituto centrale per il restauro di Roma; nel 1984 l’archivio dello studioso venne donato alla Scuola normale superiore di Pisa dalla nipote Ada Canali Venturi, figlia di Aldo. 

## Opere
- Storia dell'arte italiana, Milano, Ulrico Hoepli, 1901-1940.
  - 1: Dai primordi dell'arte cristiana al tempo di Giustiniano, 1 tomo, 1901
  - 2: Dall'arte barbarica alla romanica, 1 tomo, 1902
  - 3: L'arte romanica, 1 tomo, 1904
  - 4: La scultura del Trecento e le sue origini, 1 tomo, 1906
  - 5: La pittura del Trecento e le sue origini, 1 tomo, 1907
  - 6: La scultura del Quattrocento, 1 tomo, 1908
  - 7: La pittura del Quattrocento, 4 tomi, 1911-1915
  - 8: L'architettura del Quattrocento, 2 tomi, 1923-1924
  - 9: La pittura del Cinquecento, 7 tomi, 1925-1934
  - 10: La scultura del Cinquecento, 3 tomi, 1935-1937
  - 11: Architettura del Cinquecento, 3 tomi, 1938-1940
- Memorie autobiografiche, 1911., a cura di G. C. Sciolla, Torino, Allemandi, 1991.
- Luca Signorelli, Alinari, 1921.
- Studi dal vero attraverso le raccolte artistiche d'Europa, Milano, Hoepli, 1927.
- La pittura del Quattrocento nell'Emilia, Firenze, Pantheon, 1931.
- Istantanee, Firenze, 1936.
- Pisanello, Roma, Fratelli Palombi, 1939.
- Epoche e maestri dell'Arte italiana, prefazione di Giulio Carlo Argan, Collana Saggi n.212, Torino, Einaudi, 1956.
- La Basilica di Assisi (PDF), Roma, Casa editrice de "L'arte", 1908,  p. 164.